# Idelberg

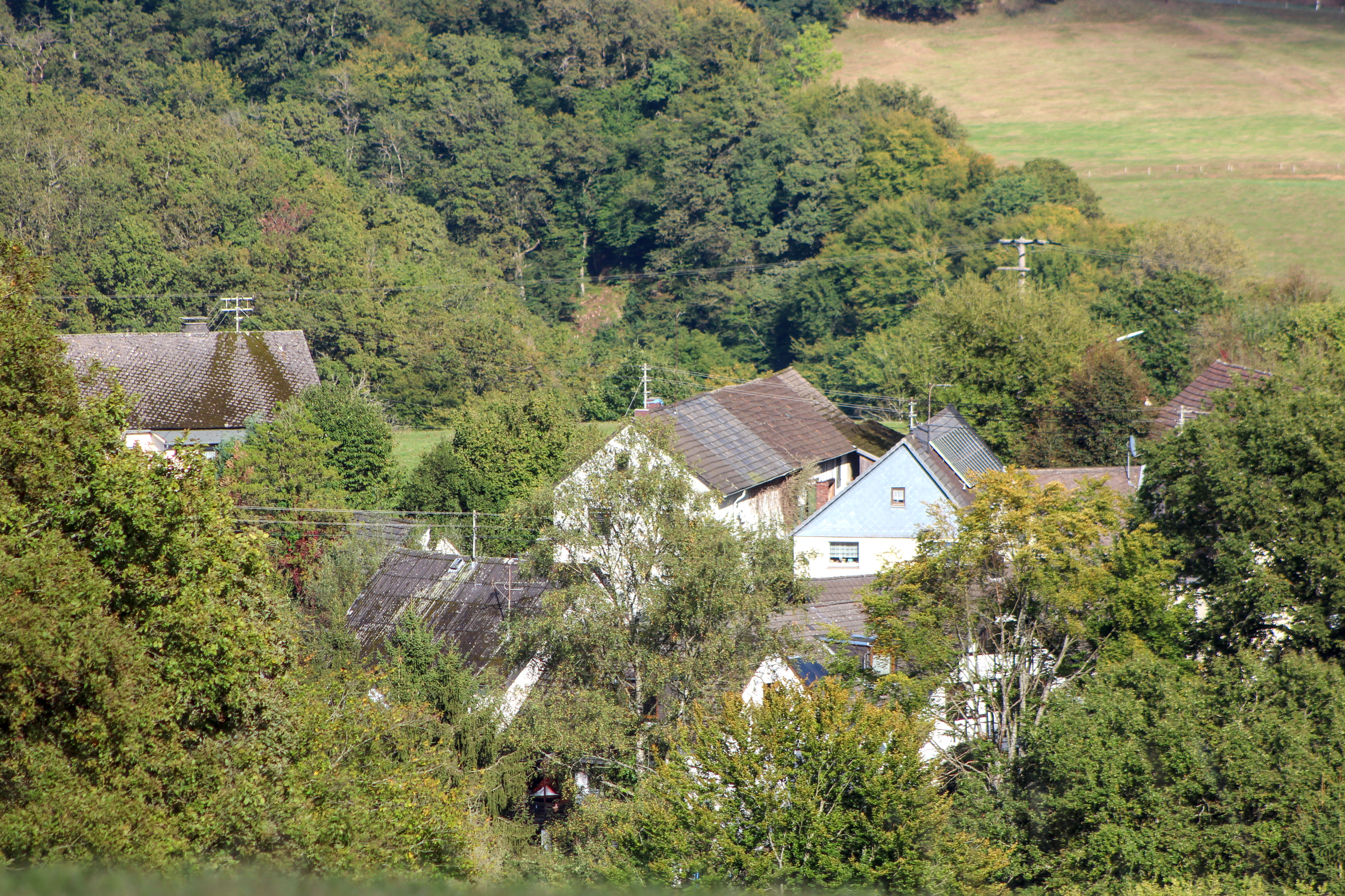
Ansicht von Idelberg

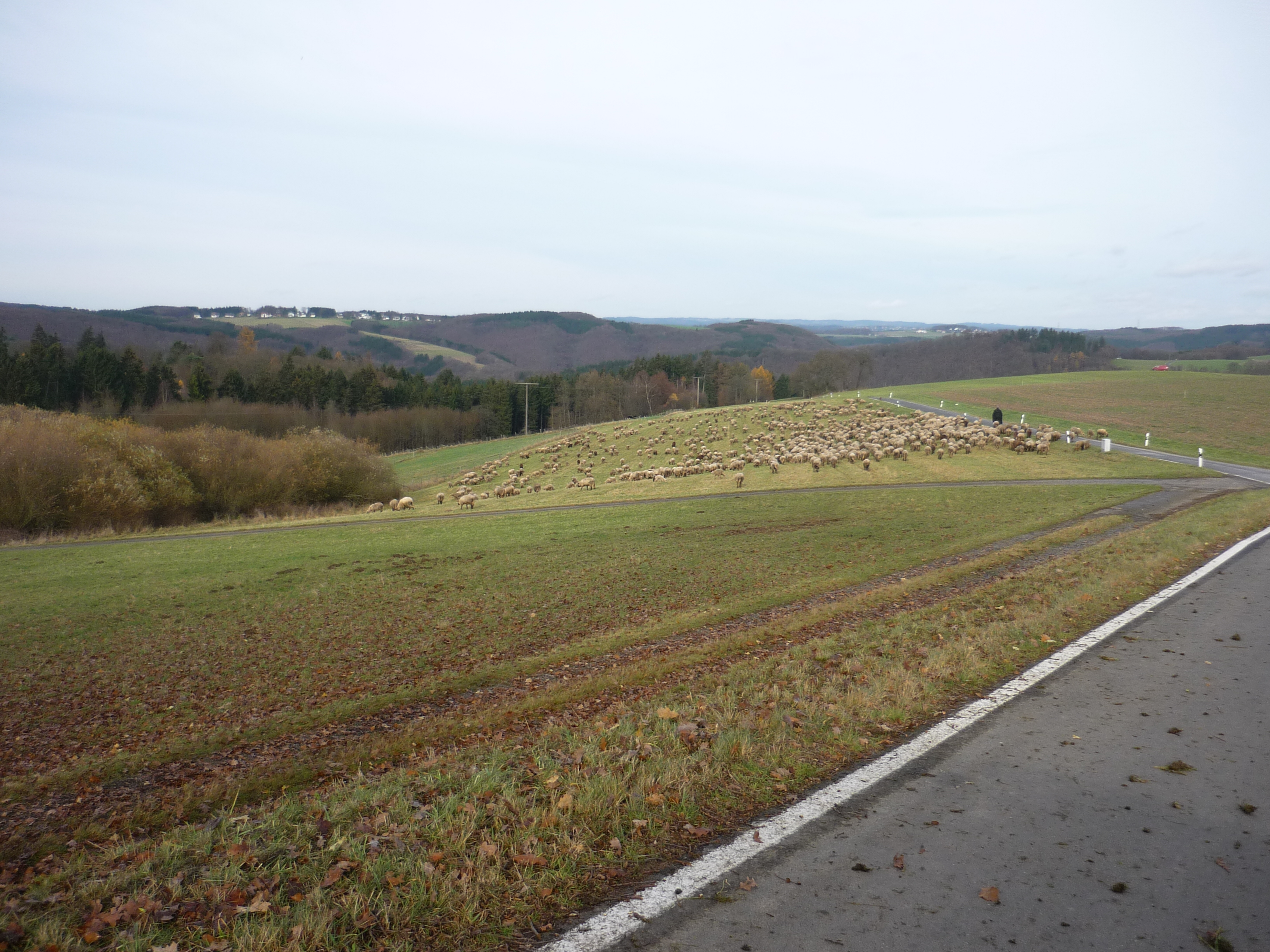
Landschaft in der Kroppacher Schweiz
über Stein-Wingert mit Blick auf Idelberg

Idelberg ist eine Ortsgemeinde im Landkreis Altenkirchen (Westerwald) in Rheinland-Pfalz. Sie gehört der Verbandsgemeinde Altenkirchen-Flammersfeld an und ist die kleinste Ortsgemeinde im Landkreis Altenkirchen.

## Geographische Lage
Die Gemeinde liegt auf einer Hochterrasse über dem Nistertal zwischen Altenkirchen und Hamm an der Sieg im Einzugsbereich der Kroppacher Schweiz. Im Norden liegt der Weiler Alhausen, im Osten Stein-Wingert, im Süden Giesenhausen und im Westen Eichelhardt.

## Geschichte
Ein genauerer Gründungszeitraum für Idelberg ist unbekannt, es wird jedoch vermutet, dass die Gemarkung schon seit etwa 1000 Jahren besiedelt ist. Urkundlich belegt ist 1461 ein Henne von Idelberg, der als Richter und Bürgermeister in Altenkirchen wirkte.
Der Ort gehörte seit bekannten Zeiten zum Kirchspiel Altenkirchen und damit im Lauf der Jahrhunderte landesherrlich zugleich zu unterschiedlichen Herrschaften: Die Grafen von Sayn etwa ab dem 12. Jahrhundert bis 1652, dann die Herzöge von Sachsen-Eisenach und ab 1741 die Markgrafen von Brandenburg-Ansbach, bis diese Grafschaft dann 1792 an den König von Preußen fiel. Seit 1803 gehörte die Region zum Fürstentum Nassau-Usingen, 1806 zum Herzogtum Nassau, bis sie 1815 zur preußischen Provinz Niederrhein und 1822 zur Rheinprovinz kam. Von 1816 an wurde Idelberg von der Bürgermeisterei Altenkirchen verwaltet.
Die Einwohner wurden nach der Einführung der Reformation in der Grafschaft Sayn erst lutherisch und später reformiert. 1787 gab es in Idelberg neun Häuser, auf die die Anteile einer Waldinteressentenschaft zurückgehen, die Anfang des 18. Jahrhunderts entstand.
Bevölkerungsentwicklung
Die Entwicklung der Einwohnerzahl von Idelberg, die Werte von 1871 bis 1987 beruhen auf Volkszählungen:
| Jahr | Einwohner |
| 1815 | 41        |
| 1835 | 57        |
| 1871 | 66        |
| 1905 | 68        |
| 1939 | 60        |
| 1950 | 79        |

| Jahr | Einwohner |
| 1961 | 53        |
| 1970 | 61        |
| 1987 | 51        |
| 1997 | 59        |
| 2005 | 52        |
| 2023 | 61        |

## Politik

### Gemeinderat
Der Gemeinderat in Idelberg besteht aus sechs Ratsmitgliedern, die bei der Kommunalwahl am 9. Juni 2024 in einer Mehrheitswahl gewählt wurden, und dem ehrenamtlichen Ortsbürgermeister als Vorsitzendem.

### Bürgermeister
Jürgen Schneider wurde am 28. August 2024 Ortsbürgermeister von Idelberg. Bei der Direktwahl am 9. Juni 2024 hatte er sich mit einem Stimmenanteil von 54,8 % gegen einen Mitbewerber durchgesetzt.
Schneiders Vorgänger Karl-Heinz Henn hatte das Amt seit 1999 ausgeübt und kandidierte bei der Wahl 2024 nicht erneut.

## Wirtschaft
Im Gebiet von Idelberg wurde früher nach Blei und Kupfererz geschürft. Bereits 1674 wurde eine Grube, die „Petersbach“, urkundlich erwähnt, die allerdings auf dem Gebiet der heutigen Gemeinde Eichelhardt liegt. Nachdem über Jahrzehnte eine Reihe landwirtschaftlicher Betriebe in Idelberg tätig waren, wird seit 1999 kein Betrieb mehr ausgewiesen.